# Головлёв, Леонид Иосифович
Леонид Иосифович Головлёв (1916—1944) — лейтенант Рабоче-крестьянской Красной Армии, участник Великой Отечественной войны, Герой Советского Союза (1944).

## Биография
Родился 7 октября 1916 года в деревне Большие Кириллы (ныне — Рославльский район Смоленской области) в крестьянской семье. Окончил неполную среднюю школу в родном селе и школу фабрично-заводского ученичества в Рославле. Работал на Рославльском вагоноремонтном заводе и авторемонтной базе. В 1938 году был призван на службу в Рабоче-крестьянскую Красную Армию. Окончил школу младших командиров. Был демобилизован, работал на рыбных промыслах в Астрахани. В июне 1941 года был призван в армию повторно и направлен на фронт. Принимал участие в боях на Воронежском и 1-м Украинском фронтах. К сентябрю 1943 года лейтенант Леонид Головлёв командовал пулемётной ротой 69-й механизированной бригады 9-го механизированного корпуса 3-й гвардейской танковой армии Воронежского фронта. Отличился во время битвы за Днепр.
В ночь с 21 на 22 сентября 1943 года рота под командованием Леонида Головлёва, несмотря на массированный вражеский огонь, на подручных средствах переправилась через Днепр в районе села Зарубинцы Каневского района Черкасской области Украинской ССР. Первым достиг западного берега реки и повёл своих бойцов на штурм укреплений противника. Во время боя за плацдарм рота своим огнём поддерживала действия соседних стрелковых подразделений. В ходе боёв за освобождение сёл Зарубинцы, Луковица, Григоровка рота Леонида Головлёва в общей сложности уничтожила около 600 солдат и офицеров противника, 15 огневых точек. Всегда находился на наиболее важных участках боёв. Во время штурма населённого пункта Малый Букрин, когда рота залегла под массированным пулемётным обстрелом, несмотря на риск для своей жизни, первым поднялся в атаку и увлёк за собой бойцов. В рукопашной схватке непосредственно в Малых Букрах ротой было уничтожено 79 вражеских солдат и офицеров.
Указом Президиума Верховного Совета СССР «О присвоении звания Героя Советского Союза генералам, офицерскому, сержантскому и рядовому составу Красной Армии» от 10 января 1944 года за «образцовое выполнение боевых заданий командования на фронте борьбы с немецко-фашистскими захватчиками и проявленные при этом отвагу и геройство» был удостоен высокого звания Героя Советского Союза. Однако орден Ленина и медаль «Золотая Звезда» он получить не успел, так как 25 января 1944 года пропал без вести.
Был также награждён орденами Красного Знамени и Красной Звезды.
Память
- В его честь названа улица в Рославле[1].
- Его именем названа «Муниципальное бюджетное общеобразовательное учреждение „Кирилловская средняя школа имени Героя Советского Союза Л. И. Головлёва“»